# 塞普泰姆
塞普泰姆（法語：Septème，法語發音：[sɛptɛm]）是法国伊泽尔省的一个市镇，位于该省西北部，属于维埃纳区。

## 地理
塞普泰姆（45°33'8"N, 5°0'15"E）面积21.55 平方千米，位于法国奥弗涅-罗讷-阿尔卑斯大区伊泽尔省，该省份为法国东南部内陆省份，北起顺时针与安省、萨瓦省、上阿尔卑斯省、德龙省、阿尔代什省、卢瓦尔省和罗讷省。
与塞普泰姆接壤的市镇（或旧市镇、城区）包括：埃斯特拉布兰、吕济奈、穆瓦迪约-代图尔布、瓦蒂耶圣奥布拉、蓬泰韦克、圣瑞斯特沙莱桑、塞尔派兹。

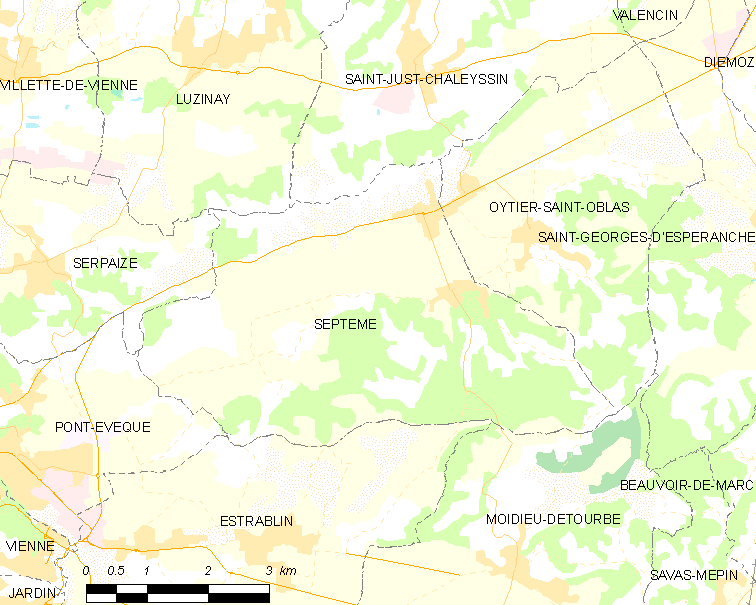
塞普泰姆的OSM定位图

塞普泰姆的时区为UTC+01:00、UTC+02:00（夏令时）。

## 行政
塞普泰姆的邮政编码为38780，INSEE市镇编码为38480。

## 政治
塞普泰姆所属的省级选区为维埃纳第一县。

## 人口

1962-2008年间塞普泰姆人口变化图示

塞普泰姆于2022年1月1日时的人口数量为2153人。